# Красная Гора (Красногорский район)
Кра́сная Гора́ — посёлок городского типа в Брянской области России, административный центр Красногорского района и Красногорского городского поселения. До 1922 года носил название Попова Гора.

## География
Расположен на реке Беседи, притоке Сожа, в 56 км к северо-западу от железнодорожной станции Клинцы и в 240 км к западу от Брянска.
Климат
Климат умеренно континентальный, с недолгой зимой и тёплым летом.
| Показатель                    | Янв. | Фев. | Март | Апр. | Май  | Июнь | Июль | Авг. | Сен. | Окт. | Нояб. | Дек. | Год  |
| ----------------------------- | ---- | ---- | ---- | ---- | ---- | ---- | ---- | ---- | ---- | ---- | ----- | ---- | ---- |
| Средний суточный максимум, °C | −4   | −3   | 2,6  | 11,7 | 19   | 22,3 | 24   | 23,1 | 17,3 | 10,1 | 2,8   | −1,8 | 10,3 |
| Средняя температура, °C       | −6,7 | −6,2 | −1,3 | 7    | 13,6 | 17,1 | 18,7 | 17,5 | 12,1 | 6    | 0,3   | −4,1 | 6,1  |
| Средний суточный минимум, °C  | −9,7 | −9,7 | −5   | 2,6  | 8,2  | 11,6 | 13,4 | 12,3 | 7,3  | 2,3  | −2,2  | −6,8 | 2    |
| Норма осадков, мм             | 35   | 30   | 33   | 38   | 53   | 80   | 86   | 63   | 54   | 49   | 46    | 42   | 609  |
| Источник: , Метеоинфо         |      |      |      |      |      |      |      |      |      |      |       |      |      |

| Показатель                   | Янв. | Фев. | Март | Апр. | Май  | Июнь | Июль | Авг. | Сен. | Окт. | Нояб. | Дек. | Год |
| ---------------------------- | ---- | ---- | ---- | ---- | ---- | ---- | ---- | ---- | ---- | ---- | ----- | ---- | --- |
| Средняя температура, °C      | −5   | −5   | 0,0  | 7,7  | 13,9 | 17,1 | 19,0 | 17,8 | 12,3 | 6,6  | 0,3   | −3,8 | 6,7 |
| Норма осадков, мм            | 38   | 35   | 36   | 37   | 60   | 81   | 83   | 73   | 61   | 59   | 49    | 43   | 655 |
| Источник: ФГБУ "ВНИИГМИ-МЦД" |      |      |      |      |      |      |      |      |      |      |       |      |     |

## История
Впервые упоминается в 1387 году как сторожевое поселение. Перечислена в летописном «Списке русских городов дальних и ближних». В 1648 году у Поповой Горы состоялся бой между казаками Богдана Хмельницкого и шеститысячным отрядом польского гетмана Вишневецкого.
В прежние века Попова Гора являлась сотенным центром Попогорской сотни и волостным центром Поповогорской волости. С 1929 года — районный центр. С 1968 года — посёлок городского типа.
В селе была Троицкая церковь. Священнослужители Троицкой церкви:
- 1781 — священник Герасим Антонович Базилевич
- 1798—1811 — священник Пётр Герасимович Коровкевич-Базилевич (умер в 1813 году)
- 1816 — священник Иван Герасимович Коровкевич-Базилевич

## Население
| 1939  | 1959  | 1970  | 1979  | 1989  | 2002  | 2009  |
| ----- | ----- | ----- | ----- | ----- | ----- | ----- |
| 2675  | ↘2258 | ↗4430 | ↗5727 | ↗6909 | ↘6599 | ↘6241 |
| 2010  | 2012  | 2013  | 2014  | 2015  | 2016  | 2017  |
| ↘5906 | ↘5754 | ↘5610 | ↗5816 | ↗6131 | ↗6306 | ↗6414 |
| 2018  | 2019  | 2020  | 2021  |       |       |       |
| ↗6454 | ↘6392 | ↘6332 | ↘5504 |       |       |       |

Национальный состав
По итогам переписи населения 2020 года проживали следующие национальности (национальности менее 0,1 % и другое, см. в сноске к строке «Другие»):
| Национальность | Численность, чел. | Доля     |
| -------------- | ----------------- | -------- |
| Русские        | 4880              | 88,66 %  |
| Белорусы       | 18                | 0,33 %   |
| Украинцы       | 9                 | 0,16 %   |
| Азербайджанцы  | 6                 | 0,11 %   |
| Другие         | 591               | 10,74 %  |
| Итого          | 5504              | 100,00 % |

## Экономика
Существовавший в посёлке крахмальный завод закрылся в 1990-е годы, а затем, в начале 2000-х, был закрыт и асфальтовый завод. Чуть позже, в середине нулевых, закрылся СПК «Радуга». Основное градообразующее предприятие — Красногорский сыродельный завод — по состоянию на май 2024 года не функционирует и выставлен на продажу. В связи с дефицитом рабочих мест, в посёлке наблюдается массовый отток молодёжи и трудоспособного населения в более крупные населённые пункты, такие как Брянск и Москва.

## Достопримечательности
- Древнее городище
- Радимичские курганы